# Liste der Kultusminister von Sachsen
Die Liste der Kultusminister von Sachsen bietet einen Überblick über die Kultusminister des Freistaates Sachsen und seiner Vorgängerstaaten.
Aufgeführt sind die Minister seit Errichtung der ersten sächsischen Landesregierung 1831.
| Name                                           | Amtsantritt                                                      | Kabinett                                                            | Partei       |
| ---------------------------------------------- | ---------------------------------------------------------------- | ------------------------------------------------------------------- | ------------ |
| Johann Christian Müller                        | 1. Dezember 1831                                                 | Lindenau                                                            |              |
| Hans Georg von Carlowitz                       | 1836                                                             | Lindenau                                                            |              |
| Eduard von Wietersheim                         | 1840 September 1843                                              | Lindenau Könneritz                                                  |              |
| Ludwig von der Pfordten                        | 16. März 1848                                                    | Braun                                                               |              |
| Gustav Friedrich Held                          | 24. Februar 1849                                                 | Held                                                                |              |
| Friedrich Ferdinand von Beust                  | 14. Mai 1849                                                     | Zschinsky                                                           |              |
| Johann Paul von Falkenstein                    | Mai 1853 28. Oktober 1858 Oktober 1866                           | Zschinsky Beust Falkenstein                                         |              |
| Karl von Gerber                                | 1. Oktober 1871 1. November 1876 25. März 1891                   | Friesen Fabrice Gerber/Thümmel                                      |              |
| Paul von Seydewitz                             | 4. Januar 1892 12. Februar 1895 15. Juni 1901 10. Februar 1902   | Gerber/Thümmel Schurig Metzsch-Reichenbach I Metzsch-Reichenbach II |              |
| Richard von Schlieben                          | 30. April 1906                                                   | Rüger                                                               |              |
| Heinrich Gustav Beck                           | Februar 1908 1. Dezember 1910 21. Mai 1914                       | Rüger Otto/Hausen Beck                                              |              |
| Alfred von Nostitz-Wallwitz                    | 26. Oktober 1918                                                 | Heinze                                                              |              |
| Wilhelm Buck                                   | 15. November 1918 22. Januar 1919 14. März 1919                  | Lipinski Gradnauer I Gradnauer II                                   | SPD          |
| Richard Seyfert                                | 5. Mai 1920                                                      | Buck I                                                              | DDP          |
| Hermann Fleißner                               | 9. Dezember 1920 5. Dezember 1922 21. März 1923 31. Oktober 1923 | Buck II Buck III Zeigner Fellisch                                   | USPD / SPD   |
| Friedrich Kaiser                               | 4. Januar 1924 13. Januar 1927 1. Juli 1927                      | Heldt I Heldt II Heldt III                                          | DVP          |
| Wilhelm Bünger                                 | Januar 1929 25. Juni 1929                                        | Heldt III Bünger                                                    | DVP          |
| Walther Schieck                                | 6. Mai 1930                                                      | Schieck                                                             | DVP          |
| Wilhelm Hartnacke                              | 10. März 1933                                                    | Killinger                                                           | DNVP / NSDAP |
| Wilhelm Hartnacke                              | 10. Mai 1933 28. Februar 1935                                    | Killinger Mutschmann                                                | NSDAP        |
| Arthur Hugo Göpfert                            | 21. März 1935                                                    | Mutschmann                                                          | NSDAP        |
| Kurt Fischer                                   | 4. Juli 1945                                                     | Friedrichs I                                                        | KPD / SED    |
| Erwin Hartsch                                  | 12. Dezember 1946 30. Juli 1947                                  | Friedrichs II Seydewitz I                                           | SPD / SED    |
| Helmut Holtzhauer                              | 9. April 1948                                                    | Seydewitz I Seydewitz II                                            | SED          |
| Hans Riesner                                   | Juni 1951                                                        | Seydewitz II                                                        | SED          |
| Von 1952 bis 1990 existierte kein Land Sachsen |                                                                  |                                                                     |              |
| Stefanie Rehm                                  | 8. November 1990                                                 | Biedenkopf I                                                        | CDU          |
| Friedbert Groß                                 | 2. März 1993                                                     | Biedenkopf I                                                        | CDU          |
| Matthias Rößler                                | 6. Oktober 1994 26. Oktober 1999                                 | Biedenkopf II Biedenkopf III                                        | CDU          |
| Karl Mannsfeld                                 | 2. Mai 2002                                                      | Milbradt I                                                          | CDU          |
| Steffen Flath                                  | 11. November 2004                                                | Milbradt II                                                         | CDU          |
| Roland Wöller                                  | 18. Juni 2008 30. September 2009                                 | Tillich I Tillich II                                                | CDU          |
| Brunhild Kurth                                 | 22. März 2012 13. November 2014                                  | Tillich II Tillich III                                              | CDU          |
| Frank Haubitz                                  | 23. Oktober 2017                                                 | Tillich III                                                         | parteilos    |
| Christian Piwarz                               | 18. Dezember 2017 20. Dezember 2019                              | Kretschmer I Kretschmer II                                          | CDU          |
| Conrad Clemens                                 | 19. Dezember 2024                                                | Kretschmer III                                                      | CDU          |